# گاما توکان
گاما توکان یک ستاره است که در صورت فلکی توکان قرار دارد.